# フスロー
フスロー（ウルドゥー語：خسرو مِرزا, ヒンディー語 ख़ुसरो मिर्ज़ा, Khusrau, 1587年8月16日 - 1622年1月16日）は、北インド、ムガル帝国の第4代皇帝ジャハーンギールの長男。第5代皇帝シャー・ジャハーンの兄にあたる。

## 生涯
1587年8月16日、ムガル帝国の皇帝ジャハーンギールの長男として生まれる。母はアンベール王バグワント・ダースの娘マーン・バーイーである。
ジャハーンギールが皇子時代に皇帝アクバルに反乱を起こした際、フスローは有力貴族マーン・シングやミールザー・アズィーズ・コーカらによって父に代わる後継者に祭り上げられた。だが、大多数の反対とチャガタイの法と慣習に反対するとの意見もあり、結果としてこれは失敗した。
1606年4月6日、フスローは父帝に反乱するために騎兵350騎とともにアーグラを去った。彼はアクバル廟に一旦滞在し、マドゥラーではフサイン・ベグ率いる3000騎が駆けつけた。その後、ラホールへと向かう途中、シク教のグル・アルジュンも味方に付き、支援を申し出た。
フスローはラホールを包囲したが、間もなくジャハーンギール率いる軍勢が駆けつけ、彼は敗れた。その後、カーブルへ逃げようとしたものの、チェナーブ川を渡河とした際に追手に捕えられ、アーグラへ連行された。
フスローはジャハーンギールの前に鎖に繋がれたまま引き出され、のち投獄された。また、彼は自分に従った300人が串刺しにされるのを見せつけられた。フサイン・ベグやシク教のグル・アルジュンも殺害された。
1607年、フスローが獄中で父帝暗殺を企てていたことが判明し、罰として彼は盲目にされた。このとき、父帝はこれを死罪に値すると思っていたが、愛情が邪魔して出来なかったとのちに語っている。

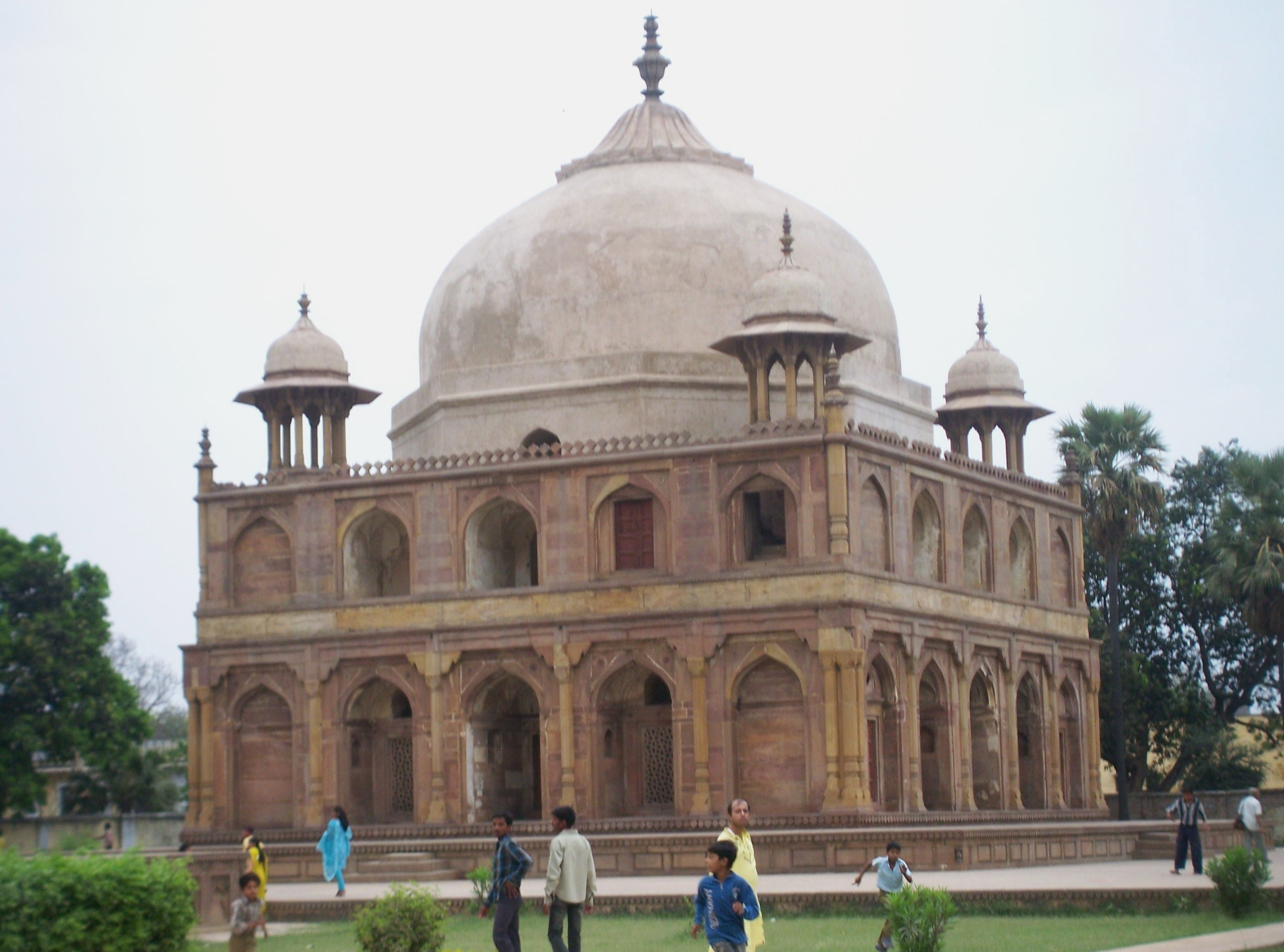
フスロー・バーグ

1620年、弟フッラムがデカン遠征に行くときにフスローの引き渡しを求めたため、彼は引き渡された。1621年にフッラムがデカン地方で輝かしい勝利を収めたのち、1622年1月16日にフスローはブルハーンプルで殺害された。
死後、フスローの遺体はブルハーンプルに埋葬されたのち、母の遺体の眠るアラーハーバードに送られ、母の横に埋葬された。その墓廟のある庭園はフスロー・バーグと呼ばれているようになった。